# Strawberry Panic!
Strawberry Panic! (ストロベリー・パニック!?, Sutoroberī Panikku!) è un progetto multimediale yuri che consta di diverse light novel, un manga, diversi drama-CD, una serie televisiva anime di ventisei episodi e un videogioco, pubblicati a partire dal 2003. L'autrice della prima serie è Chitose Maki alla quale è subentrata Namuchi Takumi per la pubblicazione del manga e della seconda serie di romanzi.
Strawberry Panic! nasce come una collezione di storie brevi, serializzate sulla rivista Dengeki G's Magazine della casa editrice MediaWorks. In seguito sono stati realizzati un adattamento manga, pubblicato a partire dal settembre 2005 e serializzato a sua volta sulla stessa rivista, e una serie televisiva anime, andata in onda a partire dell'aprile 2006. Quest'ultima è stata seguita da tre drama-CD, basati a loro volta su di essa.

## Trama
La trama di Strawberry Panic si incentra sulle vite di alcune ragazze adolescenti che frequentano lo stesso agglomerato scolastico, composto dalle tre prestigiose scuole di St. Miator, St. Spica e St. Lulim. Tutte e tre le scuole sono caratterizzate dal fatto di essere sorte molto vicine le une alle altre e di condividere diverse strutture presso la Collina di Astrea, un luogo sacro lontano dalla vita mondana dove gli uomini non possono entrare. Fra queste strutture, la più importante è il Dormitorio Ichigo (いちご舎?, Ichigo Sha, lett. "Casa delle fragole"), dalla caratteristica forma a fragola.

## Tematiche trattate
Strawberry Panic! non presenta una trama vera e propria. Gli episodi sono per la maggiore di tipo autoconclusivo e ciò che domina la scena è la vita quotidiana delle protagoniste, in particolare le relazioni yuri fra di loro: Astraea Hill, è un luogo sacro dove nessun uomo può entrare.
In tal proposito, esistono, all'interno di tale gruppo di lavori, diverse relazioni, la maggior parte delle quali risultano a tutti gli effetti dei veri e propri stereotipi. La relazione principale, è quella che coinvolge la protagonista - Nagisa - e Shizuma, la studentessa più in vista della triade scolastica, essendo l'Étoile (figura onorifica) in carica.
A seguire, importante è anche la relazione che si viene a creare fra Hikari ed Amane, destinate a loro volta a diventare una coppia ufficiale sul finire della serie.

## Personaggi
Suddivisi in base all'accademia frequentata.

### St. Miator

Nagisa Aoi (a sinistra) e Shizuma Hanazono (a destra)

#### Nagisa Aoi
Come anticipato, Nagisa è la vera e propria protagonista di Strawberry Panic!. A causa del lavoro dei propri genitori, costretti ad allontanarsi dal Giappone, Nagisa si ritrova a sua volta costretta a frequentare un istituto privato, dove al contempo possa vivere mentre i suoi si trovano negli USA. Proprio per questo motivo, Nagisa si ritrova a frequentare l'accademia di St. Miator, presso la Collina di Astrea.
Nagisa ha una personalità estroversa, sempre pimpante, a causa della quale si ritrova spesso nei guai. Fra le tante cose, è una delle studentesse meno segnata dal complesso di sistemi e tradizioni delle tre scuole di Astrea, e per questo si muove spesso seguendo più il suo impulso che non le rigide regole di etichetta tipiche dell'ambiente ristretto in cui vive. Incontra Shizuma praticamente durante il suo primo giorno di scuola e da allora, e per i primi tempi, si ritrova preda delle mire dell'Étoile, di cui ben presto si innamora.
Nel dormitorio, condivide la sua stanza con Tamao Suzumi.

#### Shizuma Hanazono
Shizuma è l'attuale Étoile in carica. Si tratta di una ragazza fortemente rispettata e dal carattere molto carismatico, spesso misterioso. Durante i primi episodi, si comporta in maniera bizzarra, fortemente in contrasto con quello che poi è il suo vero carattere, cercando sempre di insidiare le ragazzine più giovani. È proprio così che fa la conoscenza di Nagisa, che diventa in breve tempo la sua prossima preda. In realtà, il suo è un comportamento di facciata, atto a nascondere il dolore che Shizuma porta dentro di sé, dovuto alla morte della sua precedente ragazza – Kaori – oltre che sua compagna come Étoile.
Con il procedere della serie, diventa chiaro come Nagisa sia diventata per Shizuma qualcosa di più di un semplice gioco, sebbene per l'Étoile sia molto difficile dimenticare Kaori al punto da riuscire a ricostruirsi una nuova vita, proprio insieme a Nagisa. Gli episodi finali della serie, comunque, testimoniano l'avvenuto superamento dei dolori passati, con tanto di dichiarazione finale e conseguente lieto fine.
Fra le amicizie più care di Shizuma, da ricordare sicuramente Miyuki ed Amane.

#### Tamao Suzumi
Come accennato, è la compagna di stanza di Nagisa. Tamao è la prima persona ad aiutare Nagisa durante i primi giorni di scuola ed è proprio grazie a lei che Nagisa riesce ad integrarsi così bene nel campus. Sin dal principio, ad ogni modo, è evidente il fatto che i sentimenti di Tamao nei confronti della sua compagna di classe vadano ben oltre l'amicizia, sebbene essi rimangano non corrisposti per tutta la durata della serie.
Tamao è intelligente, sveglia, molto propensa alla poesia e a tutto quanto ha a che fare con il mondo della scrittura - testi teatrali compresi. Fa parte del club di poesia e un carattere sempre allegro

#### Miyuki Rokujō
Miyuki è la presidentessa del Consiglio Studentesco della scuola di St. Miator. Pari di età di Shizuma, le è sempre accanto nel tentativo di farle superare il trauma della morte di Kaori – sebbene dietro tali attenzioni vi siano i sentimenti di natura romantica che Miyuki prova proprio nei confronti di Shizuma.
Dotata di un carattere forte, spesso autoritario, Miyuki riesce a gestire ottimamente il suo ruolo di presidentessa del Consiglio, finendo spesso con il coprire le mancanze di Shizuma. Fra le varie cose, va ricordata la sua estrazione familiare molto elevata.

#### Chiyo Tsukidate
Chiyo è una giovane studentessa di St. Miator. Nel complesso sistema del dormitorio Ichigo, in quanto studentessa più giovane, Chiyo è obbligata ad occuparsi di una delle stanze delle studentesse più grandi e destino vuole sia proprio quella di Tamao e Nagisa. Nei confronti di quest'ultima, Chiyo sviluppa un forte attaccamento che può essere visto tanto in chiave romantica, quanto come semplice ammirazione.

#### Kaori Sakuragi
Kaori era una giovane ragazza che, essendo sempre stata gravemente malata di cuore, non aveva potuto frequentare i primi anni di scuola presso il St. Miator. Sperando che le sue condizioni di salute potessero migliorare, a contatto con dei coetanei, i genitori decisero di mandarla a scuola a partire dal primo anno di liceo.
Viste le sue delicatissime condizioni, fu affidata subito a Miyuki e Shizuma, che rappresentavano le studentesse più responsabili dell'accademia, e proprio durante questo periodo Kaori si innamora – ricambiata – di Shizuma. Insieme a lei partecipa alle selezioni da Étoile, che vince, solo per morire poco tempo dopo a causa della sua malattia, lasciando Shizuma come unica Étoile.

### St. Spica

#### Hikari Konohana
Hikari è, proprio come Nagisa, una ragazza che si è da poco trasferita presso la Collina Astrea. A differenza di Nagisa, però, frequenta l'accademia di St. Spica. Caratterizzata da un carattere molto timido e quieto, Hikari ama particolarmente il canto.
Subito si innamora di Amane Ootori, una delle studentesse del terzo anno di St. Spica, famosa in tutta la Collina Astrea e seguita da numerose fan.
Hikari condivide la sua stanza con Yaya Nanto, senza conoscere – almeno in principio – i sentimenti di quest'ultima che hanno chiara natura romantica. Insieme a quest'ultima, ed alla più giovane Tsubomi, fa parte del coro della sua scuola.

#### Yaya Nanto
Yaya è la compagna di stanza di Hikari. Si tratta di una ragazza dotata di una forte personalità, fortemente innamorata di Hikari, ma nonostante questo pronta a sacrificarsi per il suo bene. Consapevole di come i sentimenti dell'altra ragazza siano totalmente rivolti verso Amane senpai, abbandona ogni tipo di iniziativa, isolandosi anche dal resto degli studenti e rivelandosi sempre molto riservata, a tratti depressa.
Nonostante ciò, Yaya possiede anche un carattere ribelle che a volte la porta ad infrangere le regole della scuola. Inoltre, è dotata di una vena di cinismo e tende a criticare le persone che non apprezza. Di Yaya, per concludere, bisogna dire come in principio tenda a disprezzare Tsubomi, studentessa del primo anno che ritiene rumorosa e indisciplinata, sebbene più tardi nella serie si lasci intuire una loro amicizia, e forse anche l'inizio di qualcosa di più profondo.

#### Amane Ootori
Conosciuta anche come "il Principe di Spica", Amane è forse la studentessa più amata di tutto il complesso Astrea, insieme a Shizuma. La si vede spesso cavalcare il suo destriero – Star Bright – nel recinto dedicato agli allenamenti del club di equitazione.
Nonostante abbia un modo di fare fortemente mascolino, Amane è pur sempre elegante e rispettosa, nonché estremamente leale. Detesta tutto ciò che ha a che fare con la popolarità e, sebbene venga forzata ad entrare nella competizione per diventare la prossima Étoile, immediatamente si tiene alla larga dai riflettori, pur senza riuscirci.
Nei confronti di Hikari prova un forte legame, che ben presto si rivela amore ed è proprio insieme a lei che Amane entra nella competizione per l'Étoile, finendo con il vincerla.

#### Tsubomi Okuwaka
Studentessa del primo anno, Tsubomi si comporta quasi sempre in maniera molto matura, finendo spesso con il riprendere Yaya e Hikari per le loro dimenticanze. Proprio insieme alle due studentesse più grandi, frequenta il coro di St. Spica, molto probabilmente solo per poter rimanere vicina ad Hikari, di cui è innamorata.
Più tardi nella serie, molti indizi lasciano intuire come Tsubomi possa aver sviluppato un interesse romantico nei confronti di Yaya, sebbene la loro relazione non venga mai approfondita.

#### Shion Tōmori
È la presidentessa del consiglio studentesco di St. Spica. Nonostante il suo carattere forte, si lascia spesso manipolare dalle perfide Kaname e Momomi, a loro volta membri del consiglio.
Sebbene il suo personaggio non sia molto approfondito, si possono intuire i suoi sentimenti nei confronti di Amane, che Shion vorrebbe come prossima Étoile del complesso Astrea.

#### Kaname Kenjō e Momomi Kiyashiki
Si tratta di due studentesse di St. Spica che fanno anche parte del relativo consiglio studentesco. A tutti gli effetti, Kaname e Momomi sono una vera e propria coppia e vorrebbero poter gestire il complesso di St. Spica divenendo in qualche modo Étoile. Proprio a causa di ciò, cercano di forzare Amane a non partecipare alla competizione – prima – e ad abbandonarla in seguito, quando ormai Amane è stata iscritta da Shion. Spesso, per far ciò, cercano di sfruttare l'unico punto debole del “Principe”, ovvero Hikari.
Nell'intera storia, Kaname e Momomi rappresentano le uniche due vere antagoniste. Da sottolineare come la loro relazione romantica sia l'unica veramente mostrata a più riprese anche nei suoi aspetti carnali, mentre questo lato negli altri casi è spesso sottinteso o comunque accennato solo per brevissimi momenti.

### St. Lulim

#### Chikaru Minamoto
Chikaru è un vero e proprio leader, all'interno della scuola Lulim, di cui è la presidentessa del consiglio. Dotata di un carattere sempre allegro, la si vede sempre coinvolta in qualcosa, fosse pure la creazione di uno degli infiniti club che caratterizzano l'accademia.
Nonostante il suo modo di fare estremamente estroverso, Chikaru nasconde comunque un carattere molto maturo, e soprattutto consapevole di tutto quanto accade all'interno della Collina di Astrea. Non è un caso che ogni qual volta si presenti un problema serio – a livello sentimentale – riguardante le protagoniste della serie, sia proprio lei, con le sue parole, a risolverlo. Sorte simile tocca infatti tanto a Nagisa, quanto ad Hikari, a dimostrazione del fatto che Chikaru è forse una delle persone più consapevoli dell'intero complesso di Astrea.
La si vede spesso in compagnia di Kizuna e Remon, insieme alle quali gestisce il club di cosplay.

#### Kizuna Hyūga e Remon Natsume
Si tratta di due personaggi minori che frequentano l'accademia di Luli. Le si vede spesso in compagnia di Chikaru, e “vittime” di buona parte delle sue macchinazioni.
Si tratta comunque di due ragazze sempre allegre ed estroverse, che probabilmente condividono una relazione sentimentale, sebbene essa non sia mai approfondita.

#### Kagome Byakudan
Studentessa del primo anno presso Lulim, è fra tutte quella dotata del carattere più infantile. La si vede sempre in compagnia del suo orsacchiotto Percival (パーシバル?, Pāshibaru) dal quale non si separa mai. Altra testimonianza del suo carattere bambinesco è data proprio dal fatto che Kagome parla spesso con tale orsacchiotto, che tratta quasi fosse vivo.
Fortemente attaccata a Nagisa, ha un carattere quieto e gentile, e con il passare della serie la si vede sempre più spesso in compagnia di Chikaru, Kizuna e Remon.

## Episodi
| Nº | Giapponese 「Kanji」 - Rōmaji  | In onda           | In onda |
| Nº | Giapponese 「Kanji」 - Rōmaji  | Giapponese        |         |
| 1  | 「櫻の丘」 - Sakura no oka     | 12 aprile 2006    |         |
| 2  | 「エトワール」 - ETOWARU       | 10 aprile 2006    |         |
| 3  | 「屋根裏」 - Yaneura           | 17 aprile 2006    |         |
| 4  | 「白馬の君」 - Hakuba no kimi  | 24 aprile 2006    |         |
| 5  | 「妹たち」 - Imōtotachi        | 1º maggio 2006    |         |
| 6  | 「温室」 - Onshitsu            | 8 maggio 2006     |         |
| 7  | 「荊の罠」 - Ibara no wana     | 15 maggio 2006    |         |
| 8  | 「紫陽花」 - Ajisai            | 22 maggio 2006    |         |
| 9  | 「記憶」 - Kioku               | 29 maggio 2006    |         |
| 10 | 「個人教授」 - Kojin kyoju     | 5 giugno 2006     |         |
| 11 | 「流星雨」 - Ryūseiu           | 12 giugno 2006    |         |
| 12 | 「夏時間」 - Natsujikan        | 19 giugno 2006    |         |
| 13 | 「潮騒」 - Shiosai             | 26 giugno 2006    |         |
| 14 | 「親友以上」 - Shinyū ijō      | 3 luglio 2006     |         |
| 15 | 「ヒロイン」 - Hiroin          | 10 luglio 2006    |         |
| 16 | 「舞台裏」 - Butaiura          | 17 luglio 2006    |         |
| 17 | 「秘密」 - Himitsu             | 24 luglio 2006    |         |
| 18 | 「愛の嵐」 - Ai no arashi      | 31 luglio 2006    |         |
| 19 | 「リフレイン」 - Rifurein      | 7 agosto 2006     |         |
| 20 | 「告白」 - Kokuhaku            | 14 agosto 2006    |         |
| 21 | 「花のように」 - Hana no yōni  | 21 agosto 2006    |         |
| 22 | 「決闘」 - Kettō               | 28 agosto 2006    |         |
| 23 | 「迷路」 - Meiro               | 4 settembre 2006  |         |
| 24 | 「運命の輪」 - Unmei no yubiwa | 11 settembre 2006 |         |
| 25 | 「円舞曲」 - Enbukyoku         | 18 settembre 2006 |         |
| 26 | 「はじまり」 - Hajimari        | 25 settembre 2006 |         |